# 西宁号导弹驱逐舰
“西宁”号导弹驱逐舰（舷号117）简称“西宁”舰，是中国人民解放军海军第五艘052D型导弹驱逐舰，是第二艘以“西宁”为名的军舰（两岸海军中同地名的在役军舰另有“昆明”舰）。可单独或协同海军其他兵力攻击水面舰艇、潜艇，具有较强的区域防空和对海作战能力。西宁舰由江南造船厂开工建造，于2014年8月26日下水，2017年1月22日入列，现服役于北海舰队驱逐舰第一支队。西宁舰舰名取自青海省省会西宁市，其入列命名授旗仪式于2017年1月22日在山东省青岛市某军港举行。2019年4月23日，中国人民解放军海军成立70周年庆祝阅兵活动在青岛举行，共派出32艘舰艇、39架战机，分别编为6个群、10个梯队；中央军委主席习近平登上西宁舰上检阅海军。2019年8月29日，西寧号导弹驱逐舰、濰坊號飛彈護衛艦及可可西里湖号综合补给舰组成中国海军第33批护航编队，从山東省青島市某军港码头起航，赴亚丁湾、索马里海域执行护航任务，為052D型首次执行护航任务的船舰。

### 服役活动
2022年5月1日，解放軍海軍辽宁舰编队进入西太平洋进行实战演练，编队包括117号“西宁”舰，118号“乌鲁木齐”舰以及120号“成都”舰。
2024年9月7日至2024年9月8日，解放军海军4舰编队穿过对马海峡进入日本海，编队包括104号“无锡”舰，117号“西宁”舰，547号“临沂”舰以及903A型889号“太湖”舰。

## 人员编制

### 历任领导
| 中国人民解放军海军西宁舰舰长 - 周建强 海军上校 | 中国人民解放军海军西宁舰政治委员 |